# Champagnat, Creuse
Champagnat là một xã thuộc tỉnh Creuse trong vùng Nouvelle-Aquitaine miền trung nước Pháp. Xã này nằm ở khu vực có độ cao trung bình 546 mét trên mực nước biển.
Sông Voueize tạo thành một phần ranh giới phía tây.

## Dân số
| 1962                                                        | 1968 | 1975 | 1982 | 1990 | 1999 | 2005 |
| ----------------------------------------------------------- | ---- | ---- | ---- | ---- | ---- | ---- |
| 550                                                         | 604  | 494  | 482  | 438  | 423  | 435  |
| Số liệu điều tra dân số từ năm 1962 Dân số chỉ tính một lần |      |      |      |      |      |      |

## Địa điểm nổi bật
- A menhir.
- Nhà thờ St.Martial, từ thế kỷ 13.
- Lâu đài Champagnat.